# 原嘉義郵局
23°28′40.5″N 120°27′0″E / 23.477917°N 120.45000°E
原嘉義郵局，位於台灣嘉義市東區，原為日治時期的嘉義郵便局，屬屬於一等郵便局，現為中華郵政之「嘉義文化路郵局」。該建築外觀在設計上強調水平線條，除了面磚已被更換之外，內部空間大致仍保存原貌。並於民國93年（2004年）11月1日時公告為嘉義市歷史建築。

## 沿革

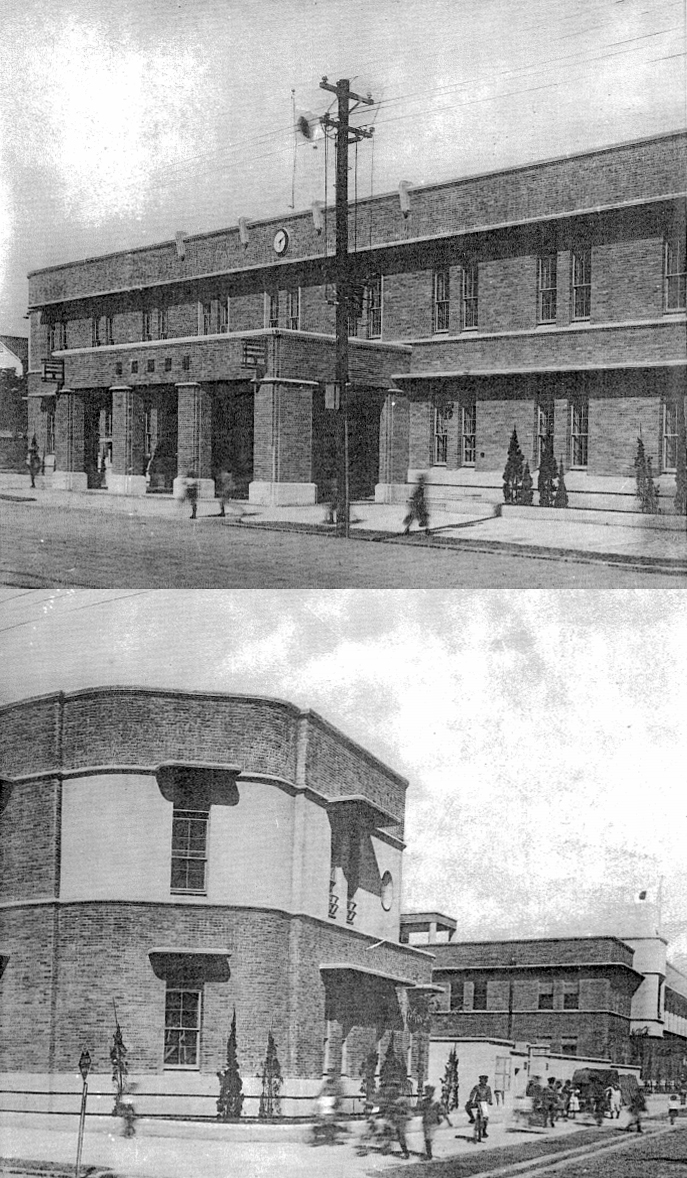
1938年新築的嘉義郵便局及嘉義電話交換局正面與背面照

嘉義市的郵政可追溯至清代劉銘傳開辦新式郵政，當時在嘉義縣城一帶設有正站，日治時期初期，在嘉義總爺街設置了「第八野戰郵便局」，次年改稱嘉義郵便電信局，明治43年（1910年）在今中央噴水池旁興建的第二代的嘉義郵便局，後因空間不足，建築設施與設備不敷使用，因此交通局便在昭和12年（1937年）工事預算達86萬日圓，在圓元町女子公學校之校址區域，即元町六丁目劃定為第三代的嘉義郵便局興建地，於昭和14年（1939年）9月15日與嘉義電話交換局一同竣工。
戰後，國民政府於1946年隸屬成立交通部臺灣郵電管理局，建築物在接收後，改稱為「嘉義郵電局」持續使用，1949年郵電分營，改稱「嘉義郵局」，並在1981年1月1日提升為特等局。
民國95年（2006年）嘉義郵局將原先的郵務服務遷至行政辦公用的後棟。舊建築當前已無人員使用，但仍由中華郵政股份有限公司嘉義郵局負責維護，並在2021年開始進行外牆整修工程。

## 建築設計

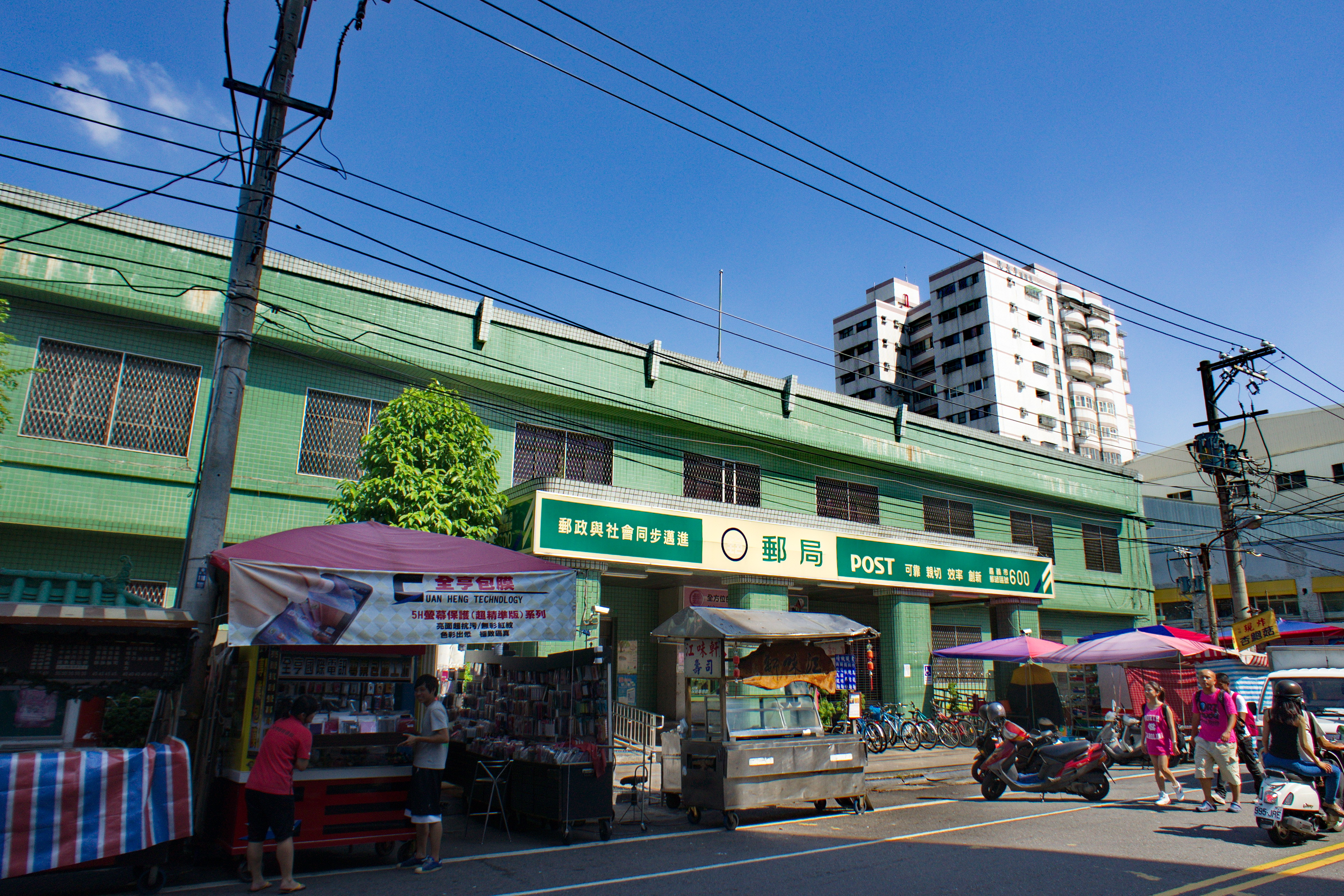
外牆整修前的外觀

原嘉義郵局及附屬建築為鋼筋混凝土造現代主義建築，為時任總督府營繕課技師鈴置良一設計，格局平面呈現L字形，建坪約600坪，大抵屬中央行政辦公使用之官廳。
外部牆基為擬石塗工法壁面由三種主要材料區塊分割而成，共分為土黃色筋面磚、洗石子線腳與擬灰塗、灰色擬石塗。並於轉角座弧形處理，屋頂層為現代語彙之平屋頂，在立面上有突出之窗臺、水平飾帶，強調水平垂直線條和著重弧形效果。其中主要入口之車寄其支撐柱以柱墩、錆石腰、柱冠等，與今日樣貌有所不同，其地坪原為磁磚地板洗石子，現已改為止滑磚。
室內部分，過去曾劃分為「公眾溜」、「窗口事務室」、「保險事務室」、「郵便事務室」、「區分室」、「應接室」等主要空間，目前除建物面磚已被更換之外，室內大廳、集會廳等主要空間原貌保存狀況較佳。

## 外部連結
- 原嘉義郵局 -  國家文化資產網 （页面存档备份，存于）
- 原嘉義郵局 -  歷史沿革 - 中華郵政全球資訊網 （页面存档备份，存于）